# 鳴門市堀江南小学校
鳴門市堀江南小学校（なるとし ほりえみなみしょうがっこう）は、徳島県鳴門市大麻町西馬詰にある公立小学校。

## 概要
卒業後は鳴門市大麻中学校へ進学する。
- 基本理念
  - 笑顔いっぱい、夢いっぱい、学びいっぱい

### 最寄駅
- JR 池谷駅

## 年間行事
- 04月 - 1学期始業式、入学式、身体計測、家庭訪問、1年生を迎える会 、PTA総会・授業参観
- 05月 - 交通安全教室、バス遠足 、楽焼き
- 06月 - 日曜参観、保護者球技大会、プール開き、修学旅行
- 07月 - 夏休み、個人懇談
- 08月 - 夏休み、
- 09月 - 避難訓練、運動会
- 10月 - 1学期終業式、秋休み、2学期始業式、徒歩遠足、5年宿泊学習
- 11月 - 人権文化祭
- 12月 - 授業参観、家庭教育学級、個人懇談、冬休み
- 01月 - 避難訓練、学習表現会
- 02月 - 入学説明会、進学説明会
- 03月 - 新入生体験入学、6年生を送る会、卒業式、修了式

## 通学区域が隣接している学校
- 鳴門市板東小学校
- 鳴門市堀江北小学校
- 鳴門市大津西小学校
- 松茂町立喜来小学校
- 北島町立北島北小学校
- 北島町立北島小学校
- 藍住町立藍住東小学校